# Linobambaki
I Linobambaki erano una comunità che viveva a Cipro. Oggi, fanno parte dei turco-ciprioti.

## Etimologia
La parola Linobambaki deriva dalla combinazione in greco delle parole λινο (lino), “lino” e βάμβακοι (vamvaki), “cotone”. Il termine veniva utilizzato come metafora per dimostrare che nonostante avessero origini Latine Cattoliche, essi scelsero di apparire come Musulmani.

## Storia

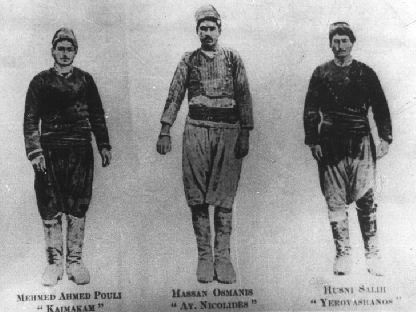
Hassan Pouli (Hasan Bulli), una figura storica del folclore cipriota

La quarta guerra turco-veneziana dal 1570 al 1573 si concluse con ciò che rimaneva di Cipro sotto il dominio Ottomano, e immediatamente dopo la guerra, vennero messe in atto delle sanzioni ai danni della popolazione Latini nell'isola. Con la rivalità turco-veneziana al suo picco, gli ottomani temevano i rischi alla sicurezza posti dai Cattolici Latini di Cipro, e in particolare il fatto che avrebbero incitato il ritorno dei veneziani. Come risultato, la tolleranza ottomana verso la comunità cattolica fu molto minore rispetto a quella verso la comunità Greco Ortodossa. Oltre alla pressione politica e religiosa, era presente una pressione economica che includeva la rimozione dei loro diritti di proprietà. Gli abitanti cattolici colpiti da questi atti erano Latini, Veneziani, Genovesi, Maroniti e Armeni che si erano convertiti all'Islam per poter evitare la schiavitù, l'oppressione, o la morte e alla fine da questo derivò il nome Linobambaki.
I Linobambaki non praticavano o dimostravano apertamente il loro credo religioso, a causa della loro falsa conversione. Perciò nella loro vita quotidiana, sceglievano di avere un nome sia Cristiano che Musulmano, un nome comune che si poteva trovare in entrambe le fedi come Ibrahim (Abraham), Yusuf (Giuseppe) o Musa (Mose). Durante la coscrizione annuale venivano spesso reclutati nell'esercito ottomano, e evitavano di pagare le tasse riservate ai non musulmani. Linobambaki non si convertirono interamente alla vita musulmana tradizionale, e dimostrarono solo pratiche e credi religiosi in grado di portare loro vantaggi riservati ai soli musulmani. Ad esempio, consumavano frequentemente alcol e maiale, e non partecipavano alle funzioni religiose; tradizioni simili che continuano oggi nella cultura turco-cipriota. Molti dei villaggi Linobambaki hanno nomi di santi cristiani, iniziando quindi con άγιος (ayios, "Santo" in greco), in modo da sottolineare le loro origini cattoliche latine. Le radici culturali dei Linobambaki e la loro storia si possono trovare lungo tutta la vita e la letteratura Turco-Cipriota. Ad esempio, due dei personaggi più prominenti del folclore cipriota sono “Gavur Imam” e “Hasan Bulli”. I Linobambaki furono parte attiva di tutte le sommosse e le rivolte contro l'impero ottomano, e contro le istituzioni locali dell'isola.

### Insediamenti
Molti dei villaggi e delle zone confinanti accettate come località turco-cipriote, le quali erano in precedenza centri di attività Linobambaki. Tali centri includono:
- Agios Sozomenos (Arpalık)[14]
- Agios Theodoros (Boğaziçi)[11]
- Armenochori (Esenköy)[15]
- Agios Andronikos Karpasias (Yeşilköy)[16]
- Ayios Iakovos (Altınova)[15]
- Ayios Ioannis (Ayyanni)[17]
- Ayios Khariton (Ergenekon)[15]
- Dali (Dali)[14]
- Frodisia (Yağmuralan)[18]
- Galinoporni (Kaleburnu)[19]
- Kato Arodhes (Aşağı Kalkanlı)[14]
- Tylliria (Dillirga)[20]
- Kornokipos (Görneç)[21]
- Limnitis (Yeşilırmak)[22]
- Lurucina (Akıncılar)[23]
- Melounta (Mallıdağ)[15]
- Platani (Çınarlı)[21]
- Potamia (Bodamya)[14]
- Kritou Marottou (Grit-Marut)[24]
- Vretsia (Vretça)[17]

## Storia recente

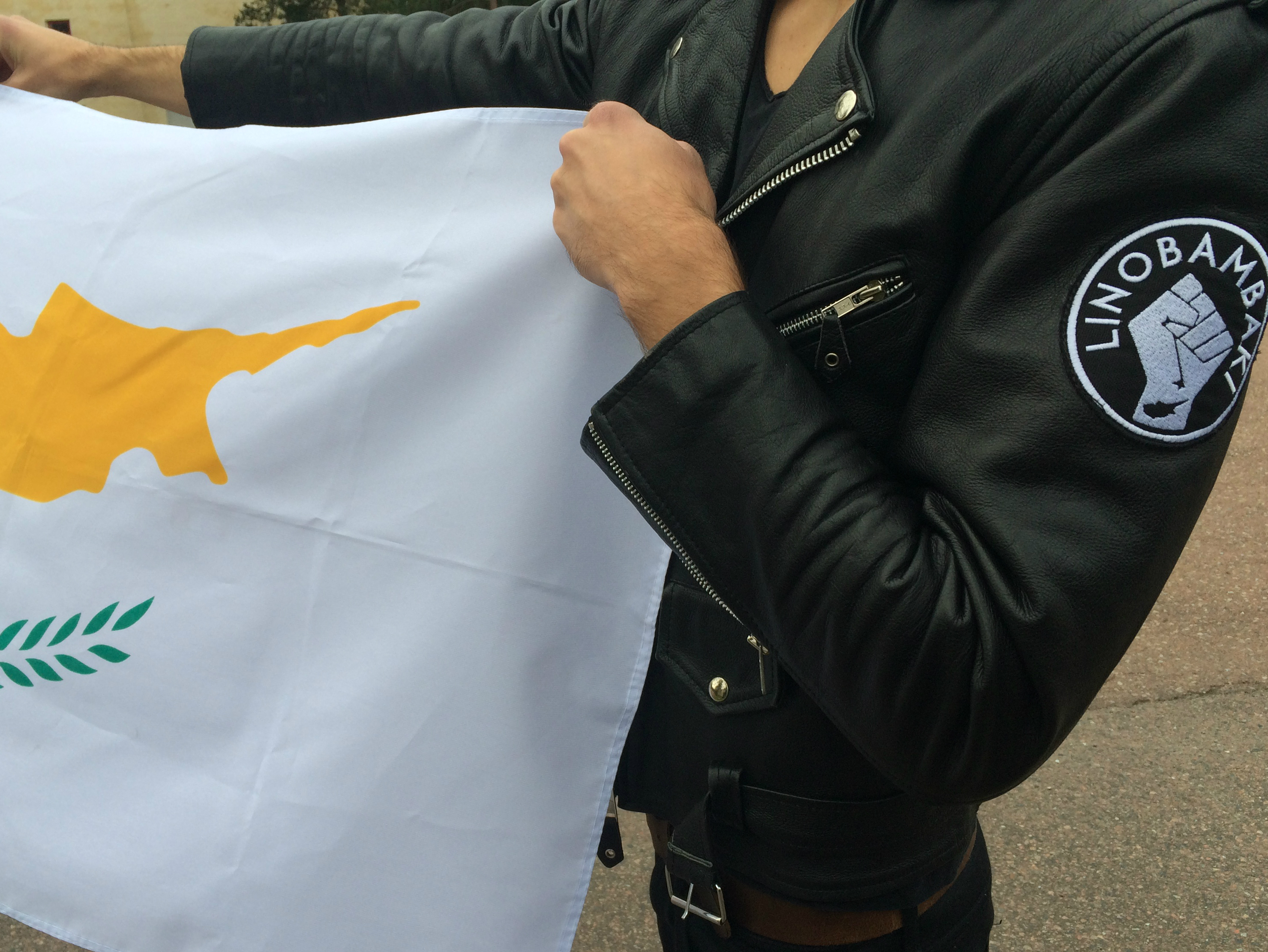
Dimostrante dell'organizzazione Linobambaki durante le Proteste a Cipro del Nord del 2011

Il sistema del Millet dell'Impero Ottomano venne abolito durante l'amministrazione britannica. Durante questo periodo, il popolo di Cipro fu diviso in due gruppi principali nei censimenti e öer quanto riguardava le tasse locali. A causa della politica di polarizzazione fra i due gruppi etnici seguita dell'amministrazione britannica, i Linobambaki furono integrati nella comunità turco-cipriota.
Dopo il 1974, a causa della politica della Turchia verso la società turco-cipriota e degli insediamenti di massa di turchi dell'Anatolia nel Nord dell'isola, la disobbedienza civile ha portato ad un aumento della tensione tra il popolo turco-cipriota e i turchi. In risposta ai conflitti si è verificato un risveglio alle radici Linobambaki da parte della società turco-cipriota che ha portato alla formazione di vari gruppi e organizzazioni.
Attualmente esiste un'organizzazione non governativa chiamata "LINOBAMBAKI" a Cipro.